# 11th Hussars
Pour les articles homonymes, voir 11e régiment de hussards.
Le 11e régiment de hussards (11th Hussars (Prince Albert's Own)) est une unité de cavalerie de l’armée britannique qui remonte à 1715.
Présent à Waterloo en 1815, il participe aussi à la fameuse Charge de la brigade légère en Crimée, le 25 octobre 1854, sous les ordres de Lord Cardigan (1797-1868, KCB). 
L'appellation Prince Albert's Own remonte à 1840, en hommage au Prince Albert de Saxe-Cobourg-Gotha, époux de la reine Victoria. En effet, en 1840, le prince Albert se rend en Angleterre pour épouser la reine Victoria et c’est le 11th Light Dragoons qui fournit son escorte de Douvres à Canterbury. 
Pour commémorer ce rôle, le régiment est transformé en régiment de hussards et reçoit le titre de Royal, devenant ainsi le 11th (or Prince of Albert's Own) Hussars. Les hussards portent depuis le pantalon de couleur cramoisie de la Maison du Prince Cobourg. Ce pantalon leur vaut le sobriquet de Cherry pickers, les cueilleurs de cerises.

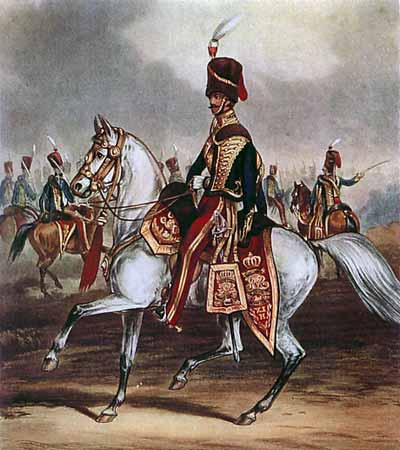
Un officier du Hussars vers 1856.

Le Prince Albert est nommé colonel en chef du régiment le 30 avril 1840. La devise du régiment est celle du Prince Albert, "Treu und fest".

## Première Guerre mondiale
Pendant le premier conflit mondial il combat en France, le plus souvent comme unité d’infanterie. 

## Entre-deux-guerres
C’est le premier régiment de cavalerie équipé de blindés en 1928. 

## Seconde Guerre mondiale
Il combat en Afrique du Nord de 1940 à 1943 (batailles de Tobrouk et d’El Alamein notamment) au sein de la 8e Armée du général (futur maréchal) Bernard Montgomery, en Italie en 1943 (prise de Naples) puis en Europe du Nord en 1944-45 (Belgique, Rhin, Allemagne). 
Le 11e Hussards s’est rendu célèbre sous le commandement — de juin 1940 à mars 1941 — du lieutenant-colonel (futur général) John Combe (1895-1947). 
Le général Archibald Wavell a dit de cette unité qu’elle "fut en permanence sur le front, et le plus souvent derrière les lignes ennemies, au cours de toute cette période.".

## Après guerre
Ce régiment est amalgamé en 1969 au 10th Royal Hussars (Prince of Wales’ Own) pour former le Royal Hussars (Prince of Wales’ Own).
Le général Edward Spears (1886-1974), ministre plénipotentiaire britannique en Syrie et au Liban de 1942 à 1944, a servi dans ce régiment. 